# Sissal
Sissal Jóhanna Norðberg Niclasen, bekannt als Sissal (* 13. Februar 1995 in Tórshavn, Färöer-Inseln), ist eine färöische Sängerin.

## Leben und Wirken
Sissal gewann im Alter von zehn Jahren einen Kinder-Musikwettbewerb auf den Färöern. 2020 zog sie in die dänische Hauptstadt Kopenhagen und spielt seitdem auf Festivals.
Im März 2025 gewann Sissal den Dansk Melodi Grand Prix 2025 mit dem Song Hallucination, der von Malthe Johansen, Chris Chordz, Line Spangsberg, Marcus Winther-John, Linnea Deb und Melanie Wehbe geschrieben wurde. Damit vertrat sie Dänemark beim Eurovision Song Contest 2025 im Mai 2025 im schweizerischen Basel und belegte mit insgesamt 47 Punkten aus Jury- und Publikumsvoting Platz 23.
Sissal hat zwei Töchter.

## Diskografie

### EPs
- 2025: Hear Me Now

### Singles
- 2005: Summarið er komið
- 2016: Na Na Na
- 2017: Anyone Better
- 2020: Stop Thinking
- 2020: Vanilla Spread
- 2024: Deep End
- 2024: Far from Sober
- 2024: Hear Me Now
- 2025: Hallucination